# Carib
|  | Aquest article tracta sobre l'àrea d'Amèrica. Si cerqueu la massa d'aigua, vegeu «Mar Carib». |

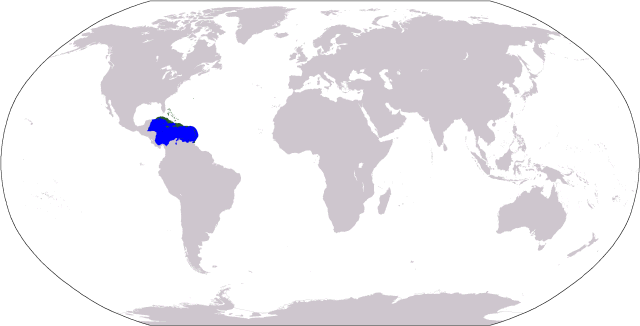
Localització del Carib

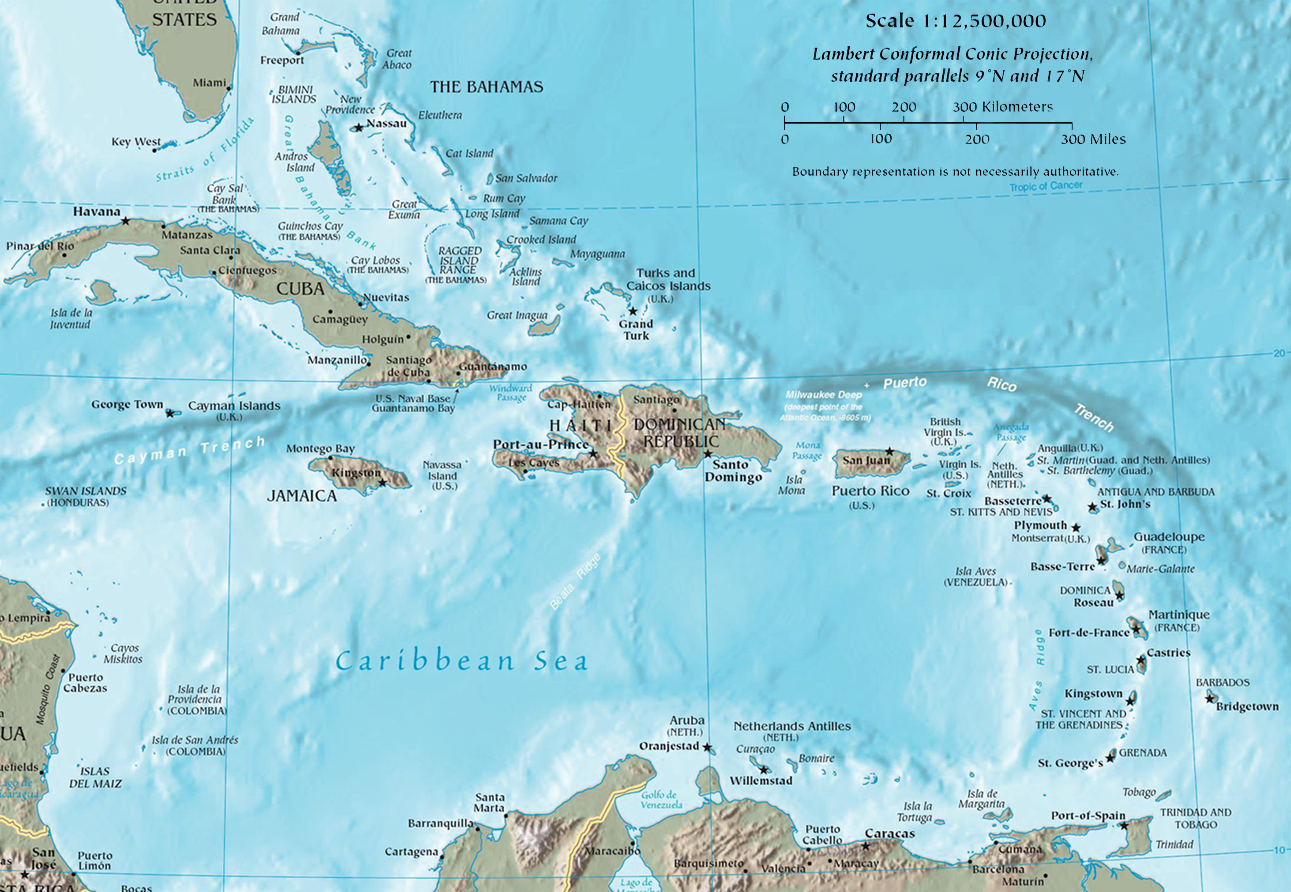
Carib

S'anomena el Carib l'àrea d'Amèrica banyada pel mar Carib, especialment les nombroses illes que hi ha. La paraula té l'origen en els caribs de la regió.

## Geografia
Aquestes illes, dites també les Antilles i, antigament, les Índies Occidentals, es disposen en una corba que va del sud de Florida, cap al sud-oest, fins al nord-est de Veneçuela. N'hi ha prop de 7.000, entre illes, illots, esculls i cais. S'organitzen en 25 territoris, que inclouen tant estats sobirans com departaments d'ultramar i dependències.
El gentilici és caribeny.
Els territoris del Carib, tant els insulars com els continentals, és part majoritàriament de l'Amèrica Central, si bé també s'hi inclou la costa nord de l'Amèrica del Sud.
El Carib pren aquest nom dels caribs, una de les tribus ameríndies que habitaven la regió abans de l'arribada dels europeus, sobretot les Petites Antilles i una part de les terres veïnes del continent. Ara en resten molt pocs, la major part en zones muntanyoses de mal accés de les Guaianes i de Veneçuela.
La regió caribenca històricament ha estat famosa pels seus pirates i actualment és una destacada destinació turística.

## Organitzacions intergovernamentals de caràcter regional
Llista d'alguns dels organismes de col·laboració entre les diverses illes caribenyes:
- Agència de Resposta a Emergències i Desastres del Carib (CDERA)
- Associació d'Estats del Carib (AEC)
- Associació Hotelera del Carib (AHC)
- Banc de Desenvolupament del Carib (BDC)
- Comissió Econòmica de les Nacions Unides per a l'Amèrica Llatina i el Carib (CEPAL)
- Comunitat del Carib (CARICOM)
- Estats d'Àfrica, el Carib i el Pacífic (ACP)
- Maquinària Regional de Negociació del Carib (MRNC)
- Organització d'Estats del Carib Oriental (OECO)
- Organització del Turisme del Carib (OTC)
- Programa Regional del Carib per a la Competitivitat Econòmica (CPEC)
- Registre d'Adreces d'Internet per a l'Amèrica Llatina i el Carib (LACNIC)